# Жидкокристаллический дисплей
Жидкокристаллический дисплей (ЖК-экран, ЖКД; жидкокристаллический индикатор, ЖКИ; англ. liquid-crystal display, LCD) — экран на основе жидких кристаллов.
Простые приборы с ЖКИ (электронные часы, термометры, плееры, телефоны и пр.) могут иметь монохромный или 2—5-цветный дисплей. С появлением быстрой светодиодной подсветки появились дешёвые сегментные и матричные многоцветные ЖКИ с последовательной подсветкой цветов или TMOS. В настоящий момент многоцветное изображение обычно формируется с помощью RGB-триад, используя ограниченное угловое разрешение человеческого глаза.
Дисплей на жидких кристаллах используется для отображения графической или текстовой информации в компьютерных мониторах (также и в ноутбуках), телевизорах, телефонах, цифровых фотоаппаратах, электронных книгах, навигаторах, планшетах, электронных переводчиках, калькуляторах, часах и т. п., а также во многих других электронных устройствах. 
Жидкокристаллический дисплей с активной матрицей (TFT LCD, англ. thin-film transistor — тонкоплёночный транзистор) — разновидность жидкокристаллического дисплея, в котором используется активная матрица, управляемая тонкоплёночными транзисторами.

## История
Жидкие кристаллы были открыты в 1888 году австрийским ботаником Ф. Райницером, в 1927 году русским физиком В. К. Фредериксом был открыт переход Фредерикса, ныне широко используемый в жидкокристаллических дисплеях.
В 1960-х годах в компании RCA изучались электрооптические эффекты в жидких кристаллах и использование жидкокристаллических материалов для устройств отображения. В 1964 году Джордж Хейлмейер создал первый жидкокристаллический дисплей, основанный на эффекте динамического рассеяния (DSM). В 1968 году RCA был впервые представлен жидкокристаллический монохромный экран. В 1973 году Sharp выпустила первый ЖК-калькулятор c дисплеем на основе DSM-LCD. Жидкокристаллические дисплеи начали использоваться в электронных часах, калькуляторах, измерительных приборах. Потом стали появляться матричные дисплеи, воспроизводящие чёрно-белое изображение.
В декабре 1970 года был запатентован скрученный нематический эффект (TN-effect) швейцарской компанией Hoffmann-LaRoche. В 1971 году Джеймс Фергасон в США получил аналогичный патент, и компания ILIXCO (теперь LXD Incorporated) произвела первые LCD на основе TN-эффекта. Технология TN применялась при производстве калькуляторов и первых электронных часов, но была непригодной в производстве больших экранов.
В 1983 году в Швейцарии изобрели новый нематический материал для ЖК-дисплеев с пассивной матрицей — STN (Super-TwistedNematic). Но такие матрицы придавали пропускаемому белому свету желтый или голубой оттенок. Чтобы исправить этот недостаток, специалисты корпорации Sharp изобрели конструкцию под названием Double STN. В 90-х годах  DSTN дисплеи активно применялись в  ноутбуках нижнего ценового диапазона, в качестве более дешёвой альтернативы дорогим дисплеям на активной матрице,а в конце 90-х годов были представлены дисплеи на пассивной матрице основанные на технологии HPA.
В 1987 году компания Sharp разработала первый цветной жидкокристаллический дисплей диагональю 3 дюйма, в 1988 — первый в мире 14-дюймовый цветной TFT LCD.
В 1983 году Casio выпустила первый портативный чёрно-белый телевизор с жк-экраном TV-10, в 1984 — первый цветной портативный телевизор с жидкокристаллическим экраном TV-1000, в 1992 — первую видеокамеру с ЖК дисплеем QV-10.
В 1990-е годы разные компании приступили к разработке альтернатив TN- и STN-дисплеям. В 1990 году в Германии была запатентована технология IPS (In-Plane Switching) на основе методики Гюнтера Баура.
В 1992 году японская компания EIZO (NANAO) представила первую коммерческую модель настольного жидкокристаллического монитора - FA-1020 с диагональю 10,4 дюйма, не слишком успешную на рынке из-за высокой стоимости. Массовое же производство настольных цветных жидкокристаллических мониторов для персональных компьютеров началось со второй половины 1990-х годов. Одним из пионеров рынка стала компания Taxan, в августе 1996 года представившая модель Crystalvision 650 — диагональю 14,5 дюймов с разрешением 1024x768 точек и отображавшую 256 цветов.
В 2007 году качество изображения ЖК-телевизоров превзошло качество изображения телевизоров с электронно-лучевой трубкой (ЭЛТ). В четвертом квартале 2007 года ЖК-телевизоры впервые превзошли ЭЛТ-телевизоры по мировым продажам.
В 2016 году Panasonic разработала ЖК-панели IPS с коэффициентом контрастности 1 000 000:1, конкурирующие с OLED. Позже эта технология была запущена в массовое производство в виде двухслойных, двухпанельных ЖК-дисплеев или ЖК-дисплеев LMCL (Light Modulatory Cell Layer). Технология использует 2 жидкокристаллических слоя вместо одного и может использоваться вместе с мини-светодиодной подсветкой и листами с квантовыми точками.
С 2019 года крупнейшим в мире поставщиком жидкокристаллических панелей для изготовления телевизоров становится китайская компания BOE Technology. Другие поставщики, по состоянию на 2021 год — LG Display (до 2022 года), тайваньская компания Innolux Corporation, Samsung.

## Технические характеристики
Важнейшие характеристики ЖК-дисплеев:
- тип матрицы — определяется технологией, по которой изготовлен ЖК-дисплей;
- класс матрицы; стандарт ISO 13406-2 выделяет четыре класса матриц по допустимому количеству «битых пикселей»;
- разрешение — горизонтальный и вертикальный размеры, выраженные в пикселях. В отличие от ЭЛТ-мониторов, ЖК-дисплеи имеют одно фиксированное разрешение, а поддержка остальных реализуется путём интерполяции (ЭЛТ-мониторы также имеют фиксированное количество пикселей, которые также состоят из красных, зелёных и синих точек, однако из-за особенностей технологии при выводе нестандартного разрешения в интерполяции нет необходимости);
- размер точки (размер пикселя) — расстояние между центрами соседних пикселей. Непосредственно связан с физическим разрешением;
- соотношение сторон экрана (пропорциональный формат) — отношение ширины к высоте (5:4, 4:3, 3:2 (15÷10), 8:5 (16÷10), 5:3 (15÷9), 16:9 и др.);
- видимая диагональ — размер самой панели, измеренный по диагонали. Площадь дисплеев зависит также от формата: при одинаковой диагонали, монитор формата 4:3 имеет бо́льшую площадь, чем монитор формата 16:9;
- контрастность — отношение яркостей самой светлой и самой тёмной точек при заданной яркости подсветки. В некоторых мониторах используется адаптивный уровень подсветки с использованием дополнительных ламп, приведённая для них цифра контрастности (так называемая динамическая) не относится к статическому изображению;
- яркость — количество света, излучаемое дисплеем (обычно измеряется в канделах на квадратный метр);
- время отклика — минимальное время, необходимое пикселю для изменения своей яркости. Составляется из двух величин:
  - время буферизации (input lag). Высокое значение мешает в динамичных играх; обычно умалчивается; измеряется сравнением с кинескопом в скоростной съёмке. По состоянию на 2011-й год в пределах 20—50 мс; в отдельных ранних моделях достигало 200 мс;
  - время переключения. Указывается в характеристиках монитора. Высокое значение ухудшает качество видео; методы измерения неоднозначны. По состоянию на 2016-й год практически во всех мониторах заявленное время переключения составляет 1—6 мс;
- угол обзора — угол, при котором падение контраста достигает заданного, для разных типов матриц и разными производителями вычисляется по-разному, и часто не подлежит сравнению. Некоторые производители указывают в технических параметрах своих мониторов углы обзора, такие, к примеру, как: CR 5:1 — 176/176°, CR 10:1 — 170/160°. Аббревиатура CR (англ. contrast ratio) обозначает уровень контрастности при указанных углах обзора относительно контрастности при взгляде перпендикулярно экрану. В приведённом примере, при углах обзора 170°/160° контрастность в центре экрана снижается до значения не ниже, чем 10:1, при углах обзора 176°/176° — не ниже, чем до значения 5:1.

## Устройство
Конструктивно дисплей состоит из следующих элементов:
- ЖК-матрицы (первоначально — плоский пакет стеклянных пластин, между слоями которого и располагаются жидкие кристаллы; в 2000-е годы начали применяться гибкие материалы на основе полимеров);
- источников света для подсветки;
- контактного жгута (проводов);
- корпуса, чаще пластикового, с металлической рамкой для придания жёсткости.

Во всей матрице можно управлять каждой из ячеек индивидуально, но при увеличении их количества это становится трудновыполнимо, так как растёт число требуемых электродов. Поэтому практически везде применяется адресация по строкам и столбцам.
Проходящий через ячейки свет может быть естественным — отражённым от подложки (в ЖК-дисплеях без подсветки). Но чаще применяют искусственный источник света, кроме независимости от внешнего освещения, это также стабилизирует свойства полученного изображения.
Состав пикселя ЖК-матрицы:
- два прозрачных электрода;
- слой молекул, расположенный между электродами;
- два поляризационных фильтра, плоскости поляризации которых (как правило) перпендикулярны.

Если бы жидких кристаллов между фильтрами не было, то свет, пропускаемый первым фильтром, практически полностью блокировался бы вторым фильтром.

### Типы ЖК-матриц
Технология TN (Twisted Nematic — скрученный нематик).
На поверхность электродов, контактирующую с жидкими кристаллами, нанесены микроскопические параллельные бороздки, и молекулы нижнего слоя жидкого кристалла, попадая в углубления, принимают заданную ориентацию. Вследствие межмолекулярного взаимодействия последующие слои молекул выстраиваются друг за другом. В TN-матрице направления бороздок двух пластин (плёнок) взаимно перпендикулярны, поэтому молекулы в отсутствие напряжения образуют спираль из промежуточных ориентаций, которая и дала название технологии. Эта винтовая структура преломляет свет таким образом, что до второго фильтра плоскость его поляризации поворачивается, и через него свет проходит уже без потерь. Если не считать поглощения первым фильтром половины неполяризованного света, ячейку можно считать прозрачной.
Если же к электродам приложено напряжение, то молекулы стремятся выстроиться в направлении электрического поля, что искажает винтовую структуру. При этом силы упругости противодействуют этому, и при отключении напряжения молекулы возвращаются в исходное положение. При достаточной величине поля практически все молекулы становятся параллельны, что приводит к непрозрачности структуры. Варьируя напряжение, можно управлять степенью прозрачности.
Питающее напряжение должно быть переменным синусоидальной или прямоугольной формы, частотой 30—1000Гц. Постоянная составляющая в рабочем напряжении недопустима из-за появления в слое жидких кристаллов электролитического процесса, резко сокращающего срок службы дисплея. Может применяться изменение полярности поля при каждой адресации ячейки (так как изменение прозрачности происходит при включении тока вне зависимости от его полярности).
Основными недостатками являются низкое качество цветопередачи, малые углы обзора и низкая контрастность, а достоинством — высокая скорость обновления.
Технология STN (Super Twisted Nematic — нематик с суперскручиванием). Бороздки на подложках, ориентирующие первый и последний кристалл, расположены под углом более 200° друг к другу, а не 90°, как в обычной TN.
Технология Double STN. Одна двухслойная DSTN-ячейка состоит из двух STN-ячеек, молекулы которых при работе поворачиваются в противоположные стороны. В активной ячейке (на которую подается напряжение) жидкий кристалл вращается на 240° против часовой стрелки, в пассивной ячейке — на 240° по часовой стрелке.
Технология DSTN — Dual-ScanTwisted Nematic. Экран делится на две части, каждая из которых управляется отдельно.
Технология IPS (In-Plane Switching).
Гюнтер Баур предложил новую схему ЖК-ячейки, в которой молекулы в нормальном состоянии не закручены в спираль, а ориентированы параллельно друг другу вдоль плоскости экрана. Бороздки на нижней и верхней полимерных плёнках параллельны. Управляющие электроды расположены на нижней подложке. Плоскости поляризации фильтров Р и А расположены под углом 90°. В выключенном состоянии (OFF) свет не проходит через поляризационный фильтр А.
Технология VA (Vertical Alignment). В матрицах VA-кристаллы при выключенном напряжении расположены перпендикулярно плоскости экрана и пропускают поляризованный свет, но второй поляризатор его блокирует, что делает чёрный цвет глубоким и качественным. Под напряжением молекулы отклоняются на 90°.
Таким образом, полноценный монитор с ЖК-дисплеем состоит из высокоточной электроники, обрабатывающей входной видеосигнал, ЖК-матрицы, модуля подсветки, блока питания и корпуса с элементами управления. Именно совокупность этих составляющих определяет свойства монитора в целом, хотя некоторые характеристики важнее других.

## Преимущества и недостатки
К преимуществам жидкокристаллических дисплеев можно отнести малые размер и массу в сравнении с ЭЛТ. У ЖК-мониторов, в отличие от ЭЛТ, нет видимого мерцания, дефектов фокусировки и сведения лучей, помех от магнитных полей, проблем с геометрией изображения и чёткостью. Энергопотребление ЖК-мониторов в зависимости от модели, настроек и выводимого изображения может как совпадать с потреблением ЭЛТ и плазменных экранов сравнимых размеров, так и быть существенно — до пяти раз — ниже. Энергопотребление ЖК-мониторов на 95 % определяется мощностью ламп подсветки или светодиодной матрицы подсветки (англ. backlight — задний свет) ЖК-матрицы.
Малогабаритные ЖК-дисплеи без активной подсветки, применяемые в электронных часах, калькуляторах и т. п., обладают чрезвычайно низким энергопотреблением (ток - от сотен наноампер до единиц микроампер) что обеспечивает длительную, до нескольких лет, автономную работу таких устройств без замены гальванических элементов.

## Технологии
Основные технологии при изготовлении ЖК-дисплеев: TN+film, IPS (SFT, PLS) и MVA. Различаются эти технологии геометрией поверхностей, полимера, управляющей пластины и фронтального электрода. Большое значение имеют чистота и тип полимера со свойствами жидких кристаллов, применённого в конкретных разработках.
В 2003 году ЖК-мониторы, сконструированные по технологии SXRD (англ. Silicon X-tal Reflective Display — кремниевая отражающая жидкокристаллическая матрица), имели время отклика 5 мс.
Компании Sony, Sharp и Philips совместно разработали технологию PALC (англ. plasma addressed liquid crystal — плазменное управление жидкими кристаллами, также Plasmatron), в которой они попробовали соединить в себе преимущества ЖК- (яркость и насыщенность цветов, контрастность) и плазменных панелей (большие углы обзора по горизонтали и вертикали, высокая скорость обновления). В качестве регулятора яркости в этих дисплеях использовались газоразрядные плазменные ячейки, а для цветовой фильтрации применялась ЖК-матрица. Развития технология не получила.

### TN+film
TN + film (Twisted Nematic + film) — самая простая технология. Слово «film» в названии технологии означает «дополнительный слой», применяемый для увеличения угла обзора (ориентировочно — от 90 до 150°). В настоящее время приставку «film» часто опускают, называя такие матрицы просто TN. Способа улучшения контрастности и углов обзора для панелей TN пока не нашли, причём время отклика у данного типа матриц является на настоящий момент одним из лучших, а вот уровень контрастности — нет.
Матрица TN + film работает следующим образом: если к субпикселям не прилагается напряжение, жидкие кристаллы (и поляризованный свет, который они пропускают) поворачиваются друг относительно друга на 90° в горизонтальной плоскости в пространстве между двумя пластинами. И поскольку направление поляризации фильтра на второй пластине составляет как раз угол в 90° с направлением поляризации фильтра на первой пластине, свет проходит через него. Если красные, зелёные и синие субпиксели полностью освещены, на экране образуется белая точка.
К достоинствам технологии можно отнести самое малое время отклика среди современных матриц (1 мс), а также невысокую себестоимость, поэтому мониторы с матрицами TN подойдут любителям динамичных видеоигр. Недостатки: худшая цветопередача, наименьшие углы обзора.

### IPS (SFT)
Технология IPS (англ. in-plane switching), или SFT (super fine TFT), была разработана компаниями Hitachi и NEC в 1996 году.
Эти компании пользуются разными названиями этой технологии — NEC использует «SFT», а Hitachi — «IPS».
Технология предназначалась для избавления от недостатков TN + film. Хотя с помощью IPS и удалось добиться увеличения угла обзора до 178°, а также высокой контрастности и цветопередачи, время отклика осталось на низком уровне.
По состоянию на 2008 год матрицы, изготовленные по технологии IPS (SFT), — единственные из ЖК-мониторов, всегда передающие полную глубину цвета RGB — 24 бита, по 8 бит на канал. По состоянию на 2012 год выпущено уже много мониторов на IPS-матрицах (e-IPS производства LG.Displays), имеющих 6 бит на канал. Старые TN-матрицы имеют 6 бит на канал, как и часть MVA. Отличная цветопередача обусловливает сферу применения матриц IPS — обработка фотографий и 3D-моделирование.
Если к матрице IPS не приложено напряжение, молекулы жидких кристаллов не поворачиваются. Второй фильтр всегда повернут перпендикулярно первому, и свет через него не проходит. Поэтому отображение чёрного цвета близко к идеалу. При выходе из строя транзистора «битый» пиксель для панели IPS будет не белым, как для матрицы TN, а чёрным.
При приложении напряжения молекулы жидких кристаллов поворачиваются перпендикулярно своему начальному положению и пропускают свет.
Улучшенной разновидностью IPS является Н-IPS, которая наследует все преимущества технологии IPS с одновременным уменьшением времени отклика и увеличением контрастности. Цветность лучших Н-IPS-панелей не уступает обычным мониторам ЭЛТ. Н-IPS и более дешёвая e-IPS активно используется в панелях размером от 20". LG Display, Dell, NEC, Samsung, Chimei Innolux остаются единственными производителями панелей по данной технологии.
AS-IPS (Advanced Super IPS — расширенная супер-IPS) — также была разработана корпорацией Hitachi в 2002 году. В основном улучшения касались уровня контрастности обычных панелей S-IPS, приблизив его к контрастности S-PVA панелей. AS-IPS также используется в качестве названия для мониторов корпорации NEC (например, NEC LCD20WGX2), созданных по технологии S-IPS, разработанной консорциумом LG Display.
H-IPS A-TW (Horizontal IPS with Advanced True White Polarizer) — разработана LG Display для корпорации NEC. Представляет собой H-IPS панель с цветовым фильтром TW (True White — «настоящий белый») для придания белому цвету большей реалистичности и увеличения углов обзора без искажения изображения (исключается эффект свечения ЖК-панелей под углом — так называемый «глоу-эффект»). Этот тип панелей используется при создании профессиональных мониторов высокого качества.
AFFS (Advanced Fringe Field Switching, неофициальное название — S-IPS Pro) — дальнейшее улучшение IPS, разработана компанией BOE Hydis в 2003 году. Увеличенная напряжённость электрического поля позволила добиться ещё больших углов обзора и яркости, а также уменьшить межпиксельное расстояние. Дисплеи на основе AFFS в основном применяются в планшетных ПК, на матрицах производства Hitachi Displays.
AHVA (Advanced Hyper-Viewing Angle) — разработана компанией AU Optronics. Несмотря на то, что название оканчивается на -VA, эта технология является разновидностью не VA (Vertical Alignment), а IPS.

#### PLS
PLS-матрица (plane-to-line switching) была разработана компанией Samsung и впервые продемонстрирована в декабре 2010 года..
Компания Samsung не давала описания технологии PLS. Сделанные независимыми наблюдателями сравнительные исследования матриц IPS и PLS под микроскопом не выявили различий. То, что PLS является разновидностью IPS, косвенно признала сама корпорация Samsung своим иском против корпорации LG: в иске утверждалось, что используемая LG технология AH-IPS является модификацией технологии PLS.
| Название           | Краткое обозначение | Год  | Преимущество                                             | Примечания |
| ------------------ | ------------------- | ---- | -------------------------------------------------------- | --- |
| Super fine TFT     | SFT                 | 1996 | Широкие углы обзора, глубокий чёрный цвет                | Большинство панелей также поддерживают реалистичную цветопередачу (8 бит на канал). При улучшении цветопередачи яркость стала немного ниже. |
| Advanced SFT       | A-SFT               | 1998 | Лучшее время отклика                                     | Технология эволюционировала до A-SFT (Advanced SFT, Nec Technologies Ltd. в 1998), значительно уменьшив время отклика.                      |
| Super-advanced SFT | SA-SFT              | 2002 | Высокая прозрачность                                     | SA-SFT, разработанная Nec Technologies Ltd. в 2002, позволила улучшить прозрачность в 1,4 раза по сравнению с A-SFT.                        |
| Ultra-advanced SFT | UA-SFT              | 2004 | Высокая прозрачность Цветопередача Высокая контрастность | Позволила достичь в 1,2 раза большей прозрачности по сравнению с SA-SFT, 70 % охвата цветового диапазона NTSC и увеличения контрастности.   |

| Название           | Краткое обозначение | Год  | Преимущество               | Прозрачность/ Контрастность | Примечания |
| ------------------ | ------------------- | ---- | -------------------------- | --------------------------- | --- |
| Super TFT          | IPS                 | 1996 | Широкие углы обзора        | 100/100 Базовый уровень     | Большинство панелей также поддерживают реалистичную цветопередачу (8 бит на канал). Эти улучшения появились ценой более медленного времени отклика, изначально около 50 мс. IPS панели также были очень дороги. |
| Super-IPS          | S-IPS               | 1998 | Отсутствует цветовой сдвиг | 100/137                     | IPS был вытеснен S-IPS (Super-IPS, Hitachi Ltd. в 1998), которая наследует все преимущества технологии IPS с одновременным уменьшением времени отклика                                                          |
| Advanced super-IPS | AS-IPS              | 2002 | Высокая прозрачность       | 130/250                     | AS-IPS, также разработанный Hitachi Ltd. в 2002, повышает, главным образом, контрастность традиционных S-IPS панелей до уровня, при котором они стали вторыми после некоторых S-PVA.                            |
| IPS-provectus      | IPS-Pro             | 2004 | Высокая контрастность      | 137/313                     | Технология панелей IPS Alpha с более широкой цветовой гаммой и контрастностью, сравнимой с контрастностью PVA и ASV дисплеев без углового свечения.                                                             |
| IPS alpha          | IPS-Pro             | 2008 | Высокая контрастность      |                             | Следующее поколение IPS-Pro |
| IPS alpha next gen | IPS-Pro             | 2010 | Высокая контрастность      |                             | Hitachi передаёт технологию Panasonic |

| Название                      | Краткое обозначение | Год  | Примечания |
| ----------------------------- | ------------------- | ---- | --- |
| Super-IPS                     | S-IPS               | 2001 | LG Display остаётся одним из главных производителей панелей, основанных на технологии Hitachi Super-IPS. |
| Advanced super-IPS            | AS-IPS              | 2005 | Улучшена контрастность с расширенной цветовой гаммой. |
| Horizontal IPS                | H-IPS               | 2007 | Достигнута ещё большая контрастность и визуальная более однородная поверхность экрана. Также дополнительно появилась технология Advanced True Wide Polarizer на основе поляризационной плёнки NEC, для достижения более широких углов обзора, исключения засветки при взгляде под углом. Используется в профессиональной работе с графикой. |
| Enhanced IPS                  | e-IPS               | 2009 | Имеет более широкую апертуру для увеличения светопроницаемости при полностью открытых пикселях, что позволяет использовать более дешёвые в производстве лампы подсветки, с более низким энергопотреблением. Улучшен диагональный угол обзора, время отклика уменьшено до 5 мс.                                                              |
| Professional IPS              | P-IPS               | 2010 | Обеспечивает 1,07 млрд цветов (30-битная глубина цвета). Больше возможных ориентаций для субпикселя (1024 против 256) и лучшая глубина true color-цветопередачи. |
| Advanced high performance IPS | AH-IPS              | 2011 | Улучшена цветопередача, увеличено разрешение и PPI, повышена яркость и понижено энергопотребление. |

### VA/MVA/PVA
Технология VA (сокр. от vertical alignment — вертикальное выравнивание) была представлена в 1996 году компанией Fujitsu. Жидкие кристаллы матрицы VA при выключенном напряжении выровнены перпендикулярно по отношению ко второму фильтру, то есть не пропускают свет. При приложении напряжения кристаллы поворачиваются на 90°, и на экране появляется светлая точка. Как и в IPS-матрицах, пиксели при отсутствии напряжения не пропускают свет, поэтому при выходе из строя видны как чёрные точки.
Наследницей технологии VA стала технология MVA (multi-domain vertical alignment), разработанная компанией Fujitsu как компромисс между TN- и IPS-технологиями. Горизонтальные и вертикальные углы обзора для матриц MVA составляют 160° (на современных моделях мониторов до 176—178°), при этом, благодаря использованию технологий ускорения (RTC), эти матрицы не сильно отстают от TN+Film по времени отклика. Они значительно превышают характеристики последних по глубине цветов и точности их воспроизведения.
Достоинствами технологии MVA являются глубокий чёрный цвет (при перпендикулярном взгляде) и отсутствие как винтовой структуры кристаллов, так и двойного магнитного поля. 

Недостатки MVA в сравнении с S-IPS: пропадание деталей в тенях при перпендикулярном взгляде, зависимость цветового баланса изображения от угла зрения.
Аналогами MVA являются технологии:
- PVA (patterned vertical alignment) от Samsung;
- Super PVA от Sony-Samsung (S-LCD);
- Super MVA от Chi Mei Optoelectronics[англ.];
- ASV (advanced super view), также называется ASVA (axially symmetric vertical alignment) от Sharp. Дальнейшее развитие технологии ASV — UV2A (Ultraviolet-induced Multi-domain Vertical Alignment)[34];
- AMVA от AU Optronics[англ.].

Матрицы MVA/PVA считаются компромиссом между TN и IPS, как по стоимости, так и по потребительским свойствам, однако современные модели VA матриц могут значительно превосходить IPS, уступая лишь OLED и QLED.

## Подсветка
Сами по себе жидкие кристаллы не светятся. Чтобы изображение на жидкокристаллическом дисплее было видимым, нужен источник света. Существуют дисплеи, работающие в отражённом свете (на отражение) и в проходящем свете (на просвет). Источник света может быть внешним (например, естественный дневной свет), либо встроенным (подсветка). Лампы встроенной подсветки могут располагаться позади слоя жидких кристаллов и просвечивать его насквозь, либо могут быть установлены сбоку от стеклянного дисплея (боковая подсветка). Основной параметр ЖК-дисплея, определяющий качество его работы,—это контрастность индицируемого знака по отношению к фону.

### Внешнее освещение
Монохромные дисплеи наручных часов и мобильных телефонов в основном используют внешнее освещение (дневной свет, свет ламп искусственного освещения). На задней стеклянной пластине дисплея находится зеркальный или матовый отражающий слой (плёнка). Для использования в темноте такие дисплеи снабжаются боковой подсветкой. Существуют также трансфлективные дисплеи, в которых отражающий (зеркальный) слой является полупрозрачным, а лампы подсветки располагаются позади него.

### Подсветка лампами накаливания
В наручных часах с монохромным ЖК-дисплеем ранее использовались сверхминиатюрные лампы накаливания. В настоящее время используется преимущественно электролюминесцентная подсветка или, (что реже) — светодиодная.

### Электролюминесцентная панель
Монохромные ЖК-дисплеи некоторых часов и приборных индикаторов используют для подсветки электролюминесцентную панель. Эта панель представляет собой тонкий слой кристаллофосфора (например, сульфида цинка), в котором происходит электролюминесценция — свечение под действием тока. Обычно светится зеленовато-голубым или жёлто-оранжевым светом.

### Подсветка газоразрядными («плазменными») лампами
В течение первого десятилетия XXI века подавляющее большинство LCD-дисплеев имело подсветку из одной или нескольких газоразрядных ламп (чаще всего с холодным катодом — CCFL, хотя недавно стали использоваться и EEFL). В этих лампах источником света является плазма, возникающая при электрическом разряде через газ. Такие дисплеи не следует путать с плазменными дисплеями, в которых каждый пиксель светится сам и является миниатюрной газоразрядной лампой.

### Светодиодная (LED) подсветка
Начиная с 2007 года получили распространение ЖК-дисплеи, имеющие подсветку из светодиодов (LED). Такие ЖК-дисплеи (в торговле называемые LED TV или LED-дисплеями) не следует путать с настоящими LED-дисплеями, в которых каждый пиксель светится сам и является миниатюрным светодиодом.

#### Подсветка RGB-LED
При подсветке RGB-LED источниками света являются красные, зелёные и синие светодиоды. Она даёт широкий цветовой охват, но из-за дороговизны была вытеснена с потребительского рынка другими типами подсветки.

#### Подсветка WLED
При подсветке WLED источниками света являются белые светодиоды, то есть синие светодиоды, на которые нанесён слой люминофора, превращающий большую часть синего света в почти все цвета радуги. Так как вместо "чистых" зелёного и красного цветов имеется широкий спектр, цветовой охват такой подсветки уступает другим разновидностям. На 2020 год это наиболее распространённый тип подсветки цветных ЖК-дисплеев.

#### Подсветка GB-LED (GB-R LED)
При подсветке GB-LED источниками света являются зелёные и синие светодиоды, покрытые люминофором, превращающим часть их излучения в красный цвет.. Такая подсветка даёт довольно широкий цветовой охват, но является довольно дорогой.

#### LED-подсветка с использованием квантовых точек (QLED, NanoCell)
При подсветке с использованием квантовых точек первичными источниками света являются синие светодиоды. Свет от них попадает на особые наночастицы (квантовые точки), которые превращают синий свет либо в зелёный, либо в красный свет. Квантовые точки либо наносятся на сами светодиоды, либо на плёнку или стекло. Такая подсветка даёт широкий цветовой охват. Samsung для неё использует название QLED, а компания LG - NanoCell. Sony для этой технологии использует название Triluminos, которое раньше Sony использовала для подсветки RGB-LED:.